# Steinbach (Gemeinde Bad Großpertholz)
Steinbach ist eine Ortschaft und eine Katastralgemeinde der Gemeinde Bad Großpertholz im Bezirk Gmünd in Niederösterreich. Die Ortschaft hat 36 Einwohner (Stand 1. Jänner 2024).

## Geografie
Die an der Gmünder Straße gelegene Rotte befindet sich nördlich von Bad Großpertholz und rechts der Lainsitz, die hier, vom Westen kommend, nach Norden schwenkt. Zur Ortschaft zählt auch die Lage Knotzerhäuser.
Am 1. April 2020 umfasste die Ortschaft 26 Adressen.

## Geschichte
Laut Adressbuch von Österreich waren im Jahr 1938 in Steinbach zwei Gastwirte, ein Gemischtwarenhändler, ein Landesproduktehändler, eine Mühle, zwei Sägewerke, ein Schmied, zwei Schuster, ein Wagner und einige Landwirte ansässig.

## Siedlungsentwicklung
Zum Jahreswechsel 1979/1980 befanden sich in der Katastralgemeinde Steinbach insgesamt 27 Bauflächen mit 7.850 m², 5 Gärten mit 888 m² und 1989/1990 waren es 28 Bauflächen. 1999/2000 war die Zahl der Bauflächen auf 90 angewachsen und 2009/2010 waren es 51 Gebäude auf 87 Bauflächen.

## Landwirtschaft
Die Katastralgemeinde ist landwirtschaftlich geprägt. 70 Hektar wurden zum Jahreswechsel 1979/1980 landwirtschaftlich genutzt und 8 Hektar waren forstwirtschaftlich geführte Waldflächen. 1999/2000 wurde auf 63 Hektar Landwirtschaft betrieben und 13 Hektar waren als forstwirtschaftlich genutzte Flächen ausgewiesen. Ende 2018 waren 58 Hektar als landwirtschaftliche Flächen genutzt und Forstwirtschaft wurde auf 1.288 Hektar betrieben. Die durchschnittliche Bodenklimazahl von Steinbach beträgt 15,7 (Stand 2010).

## Verkehr
In Steinbach befindet sich eine Station der Waldviertler Schmalspurbahnen.

## Persönlichkeiten
- Hermann Knapp (* 1964), Schriftsteller